# Sam Sibert
Sam Lewis Sibert (McCormick, 11 febbraio 1949) è un ex cestista statunitense, professionista nella NBA con i Kansas City-Omaha Kings nel 1972-73.

## Carriera
Venne selezionato dai Cincinnati Royals al secondo giro del Draft NBA 1972 (19ª scelta assoluta).